# Bordeaux-Parijs 1952
De 52e editie van de Franse wielerwedstrijd Bordeaux-Parijs werd gehouden op 27 mei 1952.

## Verloop
Zoals gebruikelijk werd de wedstrijd gedeeltelijk verreden achter gemotoriseerde gangmakers.
De wedstrijd werd voor de tweede maal gewonnen door de Nederlander Wim van Est.

## Uitslag
| Plaats  | Naam            | Ploeg                | tijd      |
| ------- | --------------- | -------------------- | --------- |
| Winnaar | Wim van Est     | Garin-Wolber         | 17u36'14" |
| 2       | Maurice Diot    | Mercier-Hutchinson   | + 2'57"   |
| 3       | Jean Gueguen    | Mercier-Hutchinson   | + 4'19"   |
| 4       | Robert Varnajo  | Gitane-Hutchinson    | + 4'54"   |
| 5       | René Berton     | Gitane-Hutchinson    | + 6'39"   |
| 6       | Gino Sciardis   | Mercier-Hutchinson   | + 13'23"  |
| 7       | Nello Sforacchi | Colomb-Dunlop-Manera | + 17'54"  |
| 8       | Germain Derycke | Alcyon-Dunlop        | +1u07'36" |
| 9       | Albert Dolhats  | La Perle-Hutchinson  | +1u11'07" |
| 10      | Jean Breuer     | Rochet               | z.t.      |

1891 · 
1892 · 
1893 · 
1894 · 
1895 · 
1896 · 
1897 · 
1898 · 
1899 · 
1900 · 
1901 · 
1902 · 
1903 · 
1904 · 
1905 · 
1906 · 
1907 · 
1908 · 
1909 · 
1910 · 
1911 · 
1912 · 
1913 · 
1914 · 
1915 · 
1916 · 
1917 · 
1918 · 
1919 · 
1920 · 
1921 · 
1922 · 
1923 · 
1924 · 
1925 · 
1926 · 
1927 · 
1928 · 
1929 · 
1930 · 
1931 · 
1932 · 
1933 · 
1934 · 
1935 · 
1936 · 
1937 · 
1938 · 
1939 · 
1940 · 
1941 · 
1942 · 
1943 · 
1944 · 
1945 · 
1946 · 
1947 · 
1948 · 
1949 · 
1950 · 
1951 · 
1952 · 
1953 · 
1954 · 
1955 · 
1956 · 
1957 · 
1958 · 
1959 · 
1960 · 
1961 · 
1962 · 
1963 · 
1964 · 
1965 · 
1966 · 
1967 · 
1968 · 
1969 · 
1970 · 
1971 · 
1972 · 
1973 · 
1974 · 
1975 · 
1976 · 
1977 · 
1978 · 
1979 · 
1980 · 
1981 · 
1982 · 
1983 · 
1984 · 
1985 · 
1986 · 
1987 · 
1988